# Mańkut (film)
Mańkut (ros. Левша, Lewsza) – radziecki średniometrażowy film animowany z 1964 roku w reżyserii Iwana Iwanowa-Wano i Władimira Danilewicza powstały na podstawie utworu Nikołaja Leskowa.

## Animatorzy
Jurij Norsztejn, Kiriłł Malantowicz, Lew Żdanow, Galina Zołotowskaja, Michaił Botow

## Nagrody
- 1964: Dyplom Honorowy na VII Międzynarodowym Festiwalu Filmów Krótkometrażowych i Dokumentalnych w Lipsku
- 1970: Nagroda Państwowa RFSRR imienia braci Wasiljewów dla reżysera Iwana Iwanowa-Wano za filmy animowane W pewnym królestwie (1957), Mańkut (1964) i Pory roku (1969)